# Mattis Hætta
Mattis Hætta (* 15. März 1959 in Masi; † 9. November 2022) war ein norwegischer Sänger und Schauspieler. Er gehörte dem Volk der Samen an, sein samischer Name ist Simona Máhtte. Er betätigte sich als Pantomime und Joiker. Im Jahr 1980 vertrat er gemeinsam mit Sverre Kjelsberg Norwegen beim Eurovision Song Contest 1980.

## Leben und Wirken
Hætta wuchs im stark samisch geprägten Dorf Masi (nordsamisch Máze) in der nordnorwegischen Kommune Kautokeino auf. Er beteiligte sich im Rahmen des Alta-Konflikts an Protesten gegen den Ausbau der Wasserkraft in der Region um Alta und Kautokeino. In den ursprünglichen Plänen hätte sein Heimatdorf geflutet werden sollen.
Zusammen mit Sverre Kjelsberg gewann er den Melodi Grand Prix 1980 und durfte daher beim Eurovision Song Contest 1980 in Den Haag für sein Heimatland antreten. Mit dem Titel Sámiid Ædnan landete das Duo auf Platz 16. Das Lied war vom Alta-Konflikt inspiriert und Hætta schrieb es gemeinsam mit Ragnar Olsen für das Theaterstück Nullpunktet. Für viele wurde das Lied ein Symbol für die Proteste der Samen gegen das Vorgehen des norwegischen Staates. In den norwegischen Charts belegte der Titel vier Wochen Platz eins.
Als Schauspieler arbeitete Hætta am samischen Theater Beaivváš Sámi Našunálateáhter.

## Diskografie
Alben
- 1980: Låla! (mit Sverre Kjelsberg)